# Third (Soft Machine-album)
Az 1970-es Third a Soft Machine dupla nagylemeze. Mindkét lemez mindkét oldalán egy hosszú kompozíció hallható. Ezzel a lemezzel az együttes végleg a jazz felé fordult, elfordulva a korábbi pszichedelikus zenétől. A Third szerepel az 1001 lemez, amit hallanod kell, mielőtt meghalsz című könyvben.

## Az album dalai
|    | Cím                                                        | Szerző(k)                            | Hossz |
| -- | ---------------------------------------------------------- | ------------------------------------ | ----- |
| 1. | Facelift                                                   | Hugh Hopper                          | 18:45 |
| 2. | Slightly All the Time: Noisette Backwards Noisette Reprise | Mike Ratledge Hopper Ratledge Hopper | 18:12 |
| 3. | Moon in June                                               | Robert Wyatt                         | 19:08 |
| 4. | Out-Bloody-Rageous                                         | Ratledge                             | 19:10 |

## Közreműködők
- Mike Ratledge – Hohner pianett, Lowrey orgona, zongora
- Hugh Hopper – basszusgitár
- Robert Wyatt – dob, ének; továbbá Hammond orgona, Hohner pianett, zongora, basszusgitár a Moon in June-on
- Elton Dean – altszaxofon, szaxello kivéve a Moon in June-t

### További zenészek
- Lyn Dobson – szopránszaxofon, fuvola a Faceliften
- Jimmy Hastings – fuvola, basszusklarinét a Slightly All the Time-on
- Rab Spall – hegedű a Moon in June-on
- Nick Evans – harsona az Out-Bloody-Rageous-ön

## Fordítás
- Ez a szócikk részben vagy egészben a Third (Soft Machine album) című angol Wikipédia-szócikk ezen változatának fordításán alapul.  Az eredeti cikk szerkesztőit annak laptörténete sorolja fel. Ez a jelzés csupán a megfogalmazás eredetét és a szerzői jogokat jelzi, nem szolgál a cikkben szereplő információk forrásmegjelöléseként.